# Чижов, Сергей Иванович
Сергей Иванович Чижов (1870, Москва — 1921, Москва) — русский учёный, нумизмат.

## Биография
Родился 15 марта 1870 года[по какому календарю?] в состоятельной купеческой семье. Учился в 4-й московской гимназии, затем в Лазаревском институте восточных языков и Московском археологическом институте.
Со времени обучения в гимназии заинтересовался нумизматикой. С 1898 года — член Московского нумизматического общества, с 1903 года до своей смерти — секретарь общества, с 1915 года — почётный член общества. Действительный член Московского археологического общества, почётный сотрудник Румянцевского музея. С декабря 1919 года работал научным сотрудником Российской академии истории материальной культуры. Автор более 20 трудов по русской нумизматике.
В конце 1920 года был арестован. Умер в Бутырской тюрьме 14 февраля 1921 года, не дождавшись суда.

## Избранная библиография
- Описание вариантов некоторых типов русских монет последних двух столетий. — М., 1904
- Деньга великого князя Димитрия Юрьевича Галицкого. — М., 1910
- Неприуроченная монета удельного периода. — М., 1910
- Азбабский клад. — М., 1911;
- Две медали Парижского монетного двора с портретами Петра Великого и Александра I. — М., 1911
- Первые русские государственные ассигнации. — М., 1911
- Иконография Александра I по медалям. — М.: Тип. Г. Лисснера и Д. Совко, 1912. — 81 с.
- Медали в память столетия Отечественной войны. — М., 1912
- Монеты Московского государства. — Киев, 1912
- О весе копеек царя Василия Шуйского. — М., 1912
- Записка о деятельности Московского нумизматического общества за первые 25 лет его существования. — М.: тип. Г. Лисснера и Д. Собко, 1913. — 56 с.
- Малоизвестные медали, относящиеся к царствованию императора Александра I. — М.: Моск. Синод. тип., 1914. — 31 с., 9 л. ил.
- Русские бумажные полноценные деньги и первые кредитные билеты. — М.: Синод. тип., 1914. — 38 с., 12 л. ил.
- Дроздовский клад русских денег времени великого князя Василия Дмитриевича Московского. — Петроград, 1922.